# Академія витончених мистецтв (Умео)

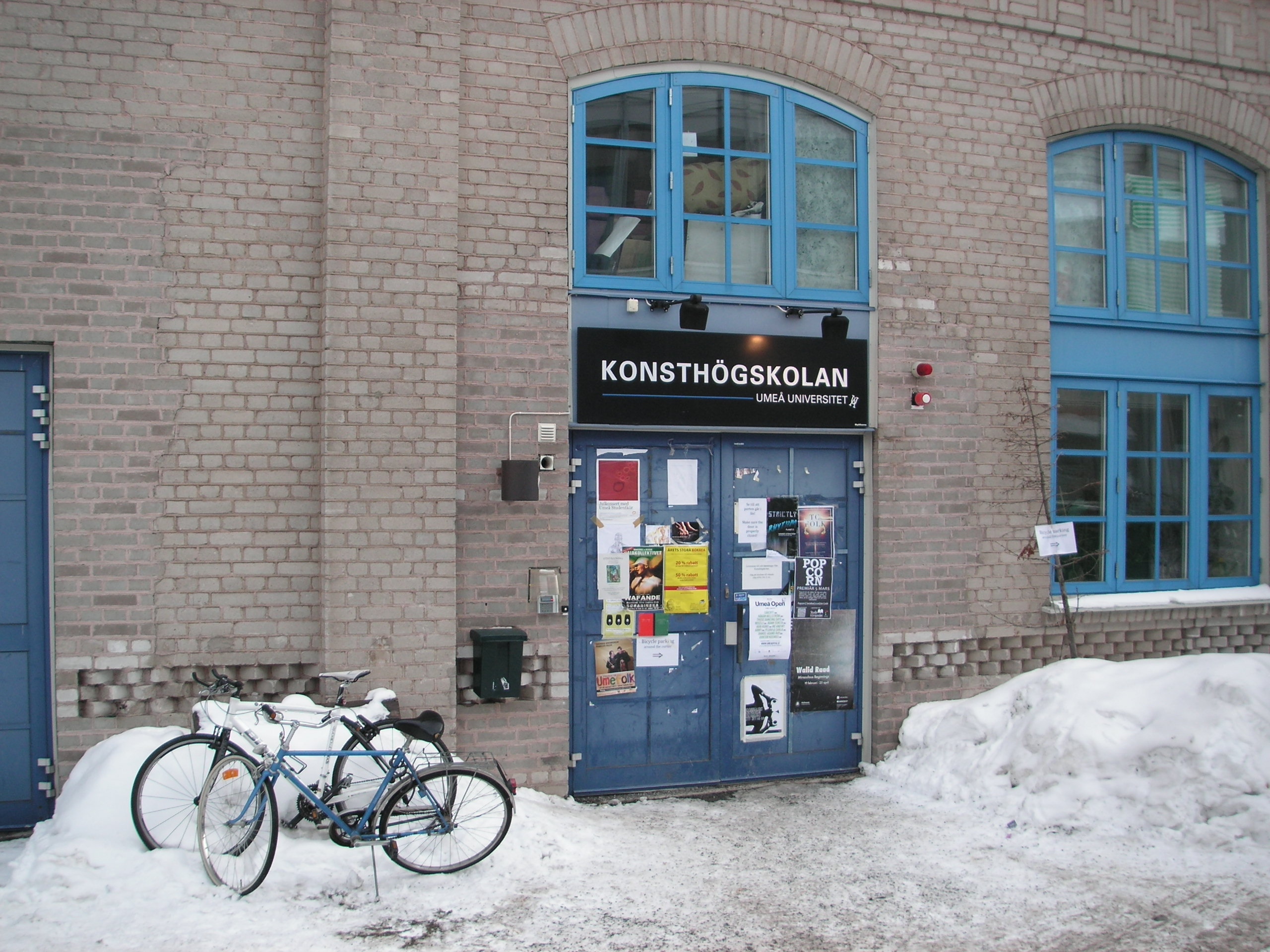

Академія витончених мистецтв університету Умео (швед. Konsthögskolan) — шведська школа мистецтв у місті Умео. 
Була заснована в 1987 році в будівлі колишньої фабрики на березі річки Умеельвен. Щороку 12 нових студентів приймаються в школу, і в цілому 60 студентів зараз навчається в Академії. Школа є частиною кампусу мистецтв. Має 18 викладачів.